# Dermatogênio
Em anatomia vegetal, chama-se dermatogênio à parte do meristema apical das plantas vasculares que dará origem à epiderme.
Principal característica: É constituído por um único extrato de célula 
Dermatogênio ou protoderme é a camada externa do meristema, constituída por um único estrato de célula, e da qual se originam os tecidos da casca das plantas.
Periblema: é o conjunto de células meristenáticas do ponto vegetativo do caule ou da raiz, as quais dão origem aos tecidos da casca.
Pleroma: é a zona central da região de crescimento longitudinal (ponto vegetativo) do caule ou da raiz, que dará origem aos tecidos do cilindro central